# Warneckea congolensis
Warneckea congolensis är en tvåhjärtbladig växtart som först beskrevs av Abílio Fernandes och Rosette Mercedes Saraiva Batarda Fernandes, och fick sitt nu gällande namn av Jacq.-fél.. Warneckea congolensis ingår i släktet Warneckea och familjen Melastomataceae. Inga underarter finns listade i Catalogue of Life.